# 德基玛
德基玛（英語：Decima (mythology)）古罗马神话女性神祇之一。为命运三女神之一，亦负责妇女的生育等事务。即相当于古希腊神话之拉刻西斯。具有重要地影响与积极意义。